# Can Borra
Can Borra és una obra del municipi de Brunyola i Sant Martí Sapresa (Selva) inclosa en l'Inventari del Patrimoni Arquitectònic de Catalunya.

## Descripció
Can Borra es tracta d'un mas de planta rectangular que consta de planta baixa i pis superior i està cobert amb una teulada a dues aigües de vessants a laterals.
La masia presenta una estructuració interna a base de tres crugies.
La planta baixa consta de tres obertures que comparteixen els mateixos trets constitutius: quadrangulars i equipats amb llinda monolítica i muntants de pedra ben treballats i escairats.
Difereixen tan sols en la funcionalitat, ja que l'obertura del centre i de l'extrem esquerre actuen com a dos portals, respectivament, mentre que la de l'extrem dret actua com a finestra i està coberta amb una estructura d'enreixat de ferro forjat. En la llinda es pot llegir una inscripció molt interessant que podria fer al·lusió al propietari original de la casa i paral·lelament a la data de construcció i diu així:
"M I Q E L D U C H
+
1 7 0 1"
El primer pis consta de tres obertures: al centre tenim una obertura rectangular amb llinda monolítica i muntants de pedra ben treballats i equipada amb una penya volada d'aspecte lleuger i barana de ferro forjat. Sobre la llinda trobem una cartel·la molt interessant que fa al·lusió a una altra de les dates constructives de la masia "1 7 9 3"; l'acompanya una inscripció de difícil interpretació, ja que la cartel·la està bastant deteriorada mentre que la inscripció ha desaparegut parcialment, però tanmateix es pot llegir el següent:
"A V E M A R I A S I N
P E C A D O C O N C E B I D A"
Pel que fa al treball de la forjat aplicat a la barana, aquest és molt discret i sense cap element a destacar. Als dos extrems trobem dues finestres rectangulars amb llinda monolítica i muntants laterals de pedra.
Tanca la façana en la part superior un ràfec format per tres fileres: la primera de rajola plana, i la segona i la tercera de teula.
La masia primigènia presenta diverses reformes i ampliacions posteriors les quals s'han materialitzat a la pràctica en dos cossos adossats a la masia. El primer el trobem adossat a la part esquerra de la masia, i es tracta d'un cos de dues plantes. Aquest cos presenta les restes vivents de dues finestres, actualment tapiades, però sobretot destaca el gran rellotge de sol el qual es troba molt ben conservat i en el qual es pot llegir el següent:
"L L O A T S I A D V.
N O M É S C O M P T O L E S H O R E S S E R E N E S"
El segon el trobem adossat en la part posterior de la masia. Es tracta d'un cos que s'ha projectat físicament en format de torreta amb una galeria d'arcs de mig punt rebaixats que tenen com a matèria primera el maó i coberta amb una teulada a quatre aigües.
Pel que fa al tema dels materials, prima per sobre de tot la pedra. Una pedra que la trobem present en dos formats diferents: per una banda tenim les pedres fragmentades i els còdols manipulats a cops de martell i lligats amb morter de calç. Mentre que per l'altra tenim la pedra ben desbastada i treballada present en les respectives llindes i muntants de les diverses obertures de la planta baixa i el primer pis.
L'estat de conservació de la masia és molt bo i tot apunta i fa pensar que tot el conjunt ha experimentat modernament unes obres importants de restauració i rehabilitació.